# Molera (Balme)
Molera è una frazione di Balme situata nella riva sinistra della val d'Ala a 1478 m (slm) nella città metropolitana di Torino.

## Toponimo
Il nome (come quello delle Molette, frazione adiacente) deriva dalla presenza di miniere dove si estraevano le pietre da macina per poi esportarle in tutta la valle.
Secondo il dialetto locale gli abitanti della molera sono i "cucunicu d'la mouleri".

## Caratteristiche
È detta anche la riviera di Balme  proprio per la sua posizione soleggiata anche nelle brevi giornate invernali, che permette la vista di splendidi panorami.
Dalla Molera iniziano numerose escursioni: la salita per l'Uia di Mondrone, quella per il Passo dell'Ometto, e quella per il colle del Trione che porta alla val Grande, quest'ultima è un sentiero GTA (Grande Traversata delle Alpi).